# 라르스 뷔스퇼
라르스 크리스티안 뷔스퇼(노르웨이어: Lars Kristian Bystøl, 1978년 12월 4일~)은 노르웨이의 스키 점프 선수이다. 2006년 동계 올림픽에서 노멀힐 개인전 금메달, 라지힐 개인전/단체전 동메달을 획득했다. 세계 노르딕 스키 선수권 대회에서는 라지힐 단체전에서 동메달을 2개 획득했고, 2007-08 시즌 FIS 스키점프 콘티넨털컵에서 3위에 올랐다.